# Arianops amplyoponica
Arianops amplyoponica är en skalbaggsart som först beskrevs av Brendel 1891.  Arianops amplyoponica ingår i släktet Arianops och familjen kortvingar. Inga underarter finns listade i Catalogue of Life.